# Hugo Scolnik
Hugo Scolnik (20 de junio de 1941) es un matemático e informático argentino. Es profesor de la Universidad de Buenos Aires. El Dr. Scolnik tiene un doctorado honoris causa de la Universidad Nacional de Cuyo y recibió el Premio Konex Platino en 2003.

## Carrera
Tras recibir su doctorado, el Dr. Scolnik regresó a Argentina para trabajar en el Modelo Mundial Latinoamericano donde más tarde se convirtió fue el subdirector. De allí se trasladó a Brasil a trabajar en la Universidad Federal de Río de Janeiro y en la Universidad Cándido Mendes. Fue elegido dos veces vicepresidente general de IFORS. Fue el primer director del Departamento de Computación de la Universidad de Buenos Aires.

## Premios
Ha recibido los siguientes premios:
- Premio Konex de Platino (2003)
- Diploma al mérito Konex (2003)